# Juegos Binacionales de Integración Andina

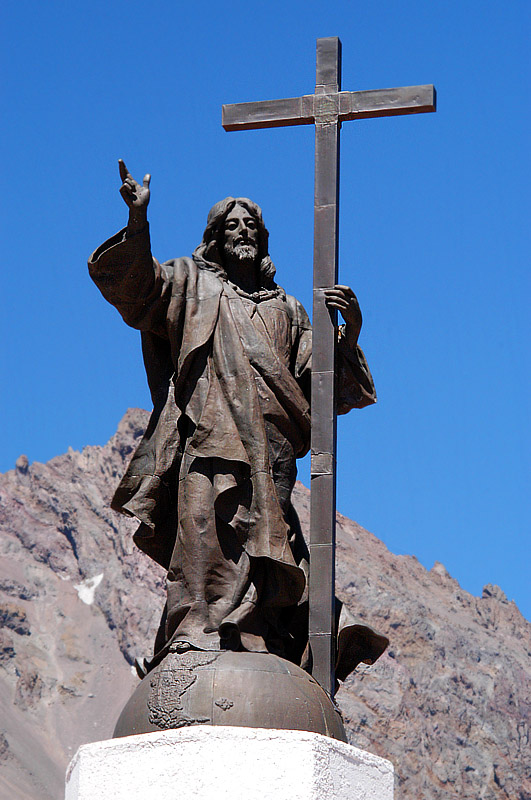
Estatua Cristo Redentor de los Andes, ubicada en el Paso fronterizo de Uspallata de Chile con Argentina, del cual se hace homenaje en este evento deportivo.

Los Juegos Binacionales de Integración Andina "Cristo Redentor" son un evento deportivo multidisciplinario para jóvenes sub-18, que se lleva a cabo anualmente entre los países de Argentina y Chile desde el año 1998. Nace como un proyecto de integración deportiva firmado por ambas naciones, en consecuencia de la finalización del conflicto limítrofe. Los primeros juegos se disputaron el año 1998 en Chile, en la Región de Valparaíso, y desde esa fecha se han disputado de forma ininterrumpida y alternada entre los dos países.
Los juegos duran una semana y participan alrededor de 1500 jóvenes de entre 12 y 18 años de ambos países. La delegación que obtenga un mejor puntaje en la sumatoria de todos los juegos obtiene el título de Campeón de Integración o Campeón Binacional.

## Delegaciones participantes
Durante estos juegos participan en total 8 delegaciones deportivas, de las cuales 4 representan a Regiones de Chile y 4 a Provincias de Argentina.
| Chile         | Argentina |
| ------------- | --------- |
| Maule         | Córdoba   |
| Metropolitana | Mendoza   |
| O'Higgins     | San Juan  |
| Valparaíso    | San Luis  |

## Ediciones
| Año  | Edición                                      | Sede                                         | Campeón general                              |
| ---- | -------------------------------------------- | -------------------------------------------- | -------------------------------------------- |
| 1998 | I edición                                    | Región de Valparaíso                         | Córdoba                                      |
| 1999 | II edición                                   | Provincia de Mendoza                         | Mendoza                                      |
| 2000 | III edición                                  | Región del Maule                             | Metropolitana                                |
| 2001 | IV edición                                   | Provincia de Córdoba                         | Córdoba                                      |
| 2002 | V edición                                    | Región de O'Higgins                          | Metropolitana                                |
| 2003 | VI edición                                   | Provincia de San Juan                        | San Luis                                     |
| 2004 | VII edición                                  | Región Metropolitana                         | Metropolitana                                |
| 2005 | VIII edición                                 | Provincia de San Luis                        | Córdoba                                      |
| 2006 | IX edición                                   | Región de Valparaíso                         | Valparaíso                                   |
| 2007 | X edición                                    | Provincia de Mendoza                         | Mendoza                                      |
| 2008 | XI edición                                   | Región del Maule                             | Córdoba                                      |
| 2009 | XII edición                                  | Provincia de Córdoba                         | Córdoba                                      |
| 2010 | XIII edición                                 | Región de O'Higgins                          | Metropolitana                                |
| 2011 | XIV edición                                  | Provincia de San Juan                        | Córdoba                                      |
| 2012 | XV edición                                   | Región Metropolitana                         | Metropolitana                                |
| 2013 | XVI edición                                  | Provincia de San Luis                        | Córdoba                                      |
| 2014 | XVII edición                                 | Región de Valparaíso                         | Metropolitana                                |
| 2015 | XVIII edición                                | Provincia de Mendoza                         | Córdoba                                      |
| 2016 | XIX edición                                  | Región del Maule                             | Metropolitana                                |
| 2017 | XX edición                                   | Provincia de Córdoba                         | Metropolitana                                |
| 2018 | XXI edición                                  | Región de O'Higgins                          | Metropolitana                                |
| 2019 | XXII edición                                 | Provincia de San Juan                        | Metropolitana                                |
| 2020 | no se realizaron por la pandemia de COVID-19 | no se realizaron por la pandemia de COVID-19 | no se realizaron por la pandemia de COVID-19 |
| 2021 | XXIII edición                                | Provincia de San Luis                        | Córdoba                                      |
| 2022 | XXIV edición                                 | Provincia de San Luis                        | Metropolitana                                |
| 2023 | XXV edición                                  | Región de Valparaíso                         |                                              |

## Deportes
| Deporte                                         | Masculino | Femenino |
| ----------------------------------------------- | --------- | -------- |
| Atletismo                                       | Sí        | Sí       |
| Baloncesto                                      | Sí        | Sí       |
| Voleibol                                        | Sí        | Sí       |
| Natación                                        | Sí        | Sí       |
| Hándbol                                         | Sí        | Sí       |
| Tenis                                           | Sí        | Sí       |
| Tenis de Mesa                                   | Sí        | Sí       |
| Archivo:Table taekwondo pictogram.svg Taekwondo | Sí        | Sí       |
| Ciclismo                                        | Sí        | Sí       |
| Hockey sobre Patines                            | Sí        | Sí       |